# 新田間橋
新田間橋（あらたまばし）は、神奈川県横浜市西区の新田間川に架かる、新横浜通りの橋である。

## 歴史
| 江戸時代（1860年頃、五雲亭貞秀画）の新田間橋と、現代の新田間橋（2019年4月撮影） |  | 江戸時代（1860年頃、五雲亭貞秀画）の新田間橋と、現代の新田間橋（2019年4月撮影） |
| 江戸時代（1860年頃、五雲亭貞秀画）の新田間橋と、現代の新田間橋（2019年4月撮影） |  |                                                                                 |

1859年（安政6年）の横浜港開港に際し東海道と横浜港を結ぶ横浜道が造られ、初代の橋は、帷子川を渡る平沼橋、石崎川を渡る石崎橋（現在の敷島橋）とともに架けられた。
橋名は、芝生新田（現在の浅間町）と岡野新田（現在の岡野）の新田の間を結ぶ橋であることから「新田間橋」と名付けられた。当時は南幸・北幸付近は入り江であり、この橋付近が河口であった。

## 現橋
現在の橋は関東大震災後の1927年（昭和2年）に架け替えられたものであり、両岸寄りのコンクリート製アーチ橋と中央の鋼製桁橋を組み合わせた構造となっている。上下各2車線の車道と、両側に歩道を持つ。所在地は西区浅間町にあたり、右岸上流側は岡野、同下流側は南幸に接する。本橋下流側で派新田間川が左に分かれていたが、河川の付け替えのため、現在は埋め立てられている。

## 隣接する橋
- 新田間川

（上流側） - 岡野橋 - 新田間橋 - 一之橋 - （下流側）